# Discestra rosacea
Discestra rosacea är en fjärilsart som beskrevs av Rothschild 1920. Discestra rosacea ingår i släktet Discestra och familjen nattflyn. Inga underarter finns listade i Catalogue of Life.